# La Rue-Saint-Pierre (Seine-Maritime)
La Rue-Saint-Pierre is een gemeente in het Franse departement Seine-Maritime (regio Normandië) en telt 379 inwoners (1999). De plaats maakt deel uit van het arrondissement Rouen.

## Geografie
De oppervlakte van La Rue-Saint-Pierre bedraagt 7,7 km², de bevolkingsdichtheid is 49,2 inwoners per km².
De onderstaande kaart toont de ligging van La Rue-Saint-Pierre (Seine-Maritime) met de belangrijkste infrastructuur en aangrenzende gemeenten.

## Demografie
Onderstaande figuur toont het verloop van het inwonertal (bron: INSEE-tellingen).